# Trichoura tyligma
Trichoura tyligma là một loài ruồi trong họ Asilidae. Trichoura tyligma được Londt miêu tả năm 1994. Loài này phân bố ở vùng nhiệt đới châu Phi.